# Novembre Negre
Novembre Negre (NN) es una muestra de género negro nacida en el año 2010 y de carácter público –municipal–. Su gran apuesta anual es el cine negro, con una selección de las películas más destacadas de cada año y homenajes a clásicos del celuloide.
Está organizado por la Concejalía de Juventud del Ayuntamiento de Sagunto, municipio en el que se celebra durante el mes de noviembre. Su principal propósito es construir un espacio lúdico en torno al Género Negro y a su vez alrededor de los jóvenes. Entre sus colaboradores destacan la Concejalía de Cultura del Ayto y varias asociaciones culturales: Philip & Sam, Nautilus, Pezenelagua, Marian Creación Literaria, Ágora Puerto Cultural, Cineclub CulturArse y Tiempo de Tertulias Literarias. Fruto de esto es la creación de múltiples concursos que fomentan la escritura y las artes visuales, entre ellos, un Festival de cortometrajes de género negro de carácter internacional.
Novembre Negre cuenta con una amplia sección de actividades: proyecciones de cine, presentaciones, charlas, exposiciones, conciertos, performances, teatro o talleres. El festival incluye una parte gastronómica con la cena-homenaje a Manuel Vázquez Montalbán, donde se degustan platos aparecidos en su mítica serie de libros de Pepe Carvalho y se hace lectura de los párrafos donde aparecen estos platos.

## Sedes de laMostra
Casal Jove (Puerto de Sagunto), Centro Cultural Mario Monreal (Sagunto) y Centro Cívico Antiguo Sanatorio (Puerto de Sagunto).

## Ediciones

### 13.ª Edición
En su decimotercera edición la Mostra Novembre Negre viene cargada de cine negro, además de su X Concurso de Cortometrajes Internacional, la creación audiovisual contemporánea La sangre de un poeta del músico Roberto Martín y el artista Vic Pereiró. Las exposición dedicada a Riki Blanco y otra de título Diez mil elefantes de Nzé Esono Ebolé y Pere Ortin junto a los concursos de micro-relatos, escritura rápida y local de cortometrajes completan la programación de la mostra desde el a al 28 de noviembre de 2022. 
| Ariaferma                          | Riki Blanco                                                |
| La hija                            | Diez Mil Elefantes                                         |
| Titane                             | Música                                                     |
| Jinetes de la justicia             | Las voces y las sombras                                    |
| Vitalina Varela                    | Concursos                                                  |
| El sustituto                       | 12º Concurso de microrrelatos género negro                 |
| Los sobornados                     | 10º Festival internacional de cortometrajes Novembre Negre |
| Cine Infantil                      | 6º Concurso de relato rápido negro                         |
| Steamboy                           | 6º Festival local de cortometrajes Novembre Negre          |
| Creación Audiovisual Contemporánea |                                                            |
| La sangre de un poeta              |                                                            |

### 12.ª Edición
En la duodécima edición el cine negro sigue siendo el protagonista de la programación. La mostra se extiende desde el 5 al 29 de noviembre de 2021. Destacan los homenajes a John Cassavates y Jules Dassin, además de una exposición de Eneko, un homenaje al autor Gerard Miquel o la obra de teatro Bajo el polvo de Noir Producciones. 
| Black Beach                  | Bajo el polvo                                             |
| La noche de los reyes        | Exposiciones                                              |
| El monstruo de St. Paul      | Gerard Miquel: Còmics al voltant d`Alaquàs                |
| No matarás                   | Eneko                                                     |
| Solo las bestias             | Concursos                                                 |
| El robo del siglo            | 11º Concurso de microrrelatos género negro                |
| Una mujer bajo la influencia | 9º Festival internacional de cortometrajes Novembre Negre |
| La ciudad desnuda            | 5º Concurso de relato rápido negro                        |
| Al rojo vivo                 | 5º Festival local de cortometrajes Novembre Negre         |

### 11.ª Edición
La undécima edición se celebra en plena pandemia causada por el COVID-19, con todas las medidas de seguridad aplicables. Destacan las actuaciones de Alex O´Dogherty, Imbécil, midiendo las palabras; así como el montaje audiovisual  (M)IEDO, de Mecánica Clásica –música- y Vic Pereiró – visuales- basado en la película M de Fritz Lang. Novembre Negre le dedica una exposición a Martin Scorsese y otra a las series televisivas noir imprescindibles.
| Once upon a time in Hollywood                | (M)iedo de Mecánica Clásica y el video artista Vic Pereiró |
| La carga                                     | Espectáculo                                                |
| El traidor                                   | Imbécil, midiendo las palabras de Alex O´Dogherty          |
| La casa de Jack                              | Actividad jóvenes                                          |
| Intemperie                                   | Asesinato en Hastings Mannor                               |
| El crack cero                                | Exposiciones                                               |
| The gentlemen                                | Inside Martin Scorsese                                     |
| Puñales por la espalda                       | Clásicos modernos del noir televisivo                      |
| Huérfanos de Brooklyn                        | Concursos                                                  |
| Lone wolves                                  | 10º Concurso de microrrelatos género negro                 |
| Malas calles                                 | 8º Festival internacional de cortometrajes Novembre Negre  |
| A pleno sol                                  | 4º Festival local de cortometrajes Novembre Negre          |
| París, bajos fondos"                         |                                                            |
| Forajidos                                    |                                                            |
| Vivamente, el domingo                        |                                                            |
| Ocho mujeres                                 |                                                            |
| Detective Conan: El caso cero                |                                                            |
| Los cinco y el misterio de la joya escondida |                                                            |

### 10.ª Edición
La Mostra Novembre Negre cumple su décima edición decantada a contenidos puramente cinematográficos. En sus actividades paralelas continúa ofreciendo teatro –la obra Perdición de Iguales Teatro, exposiciones –Diez años de NN, música – Calivvla- o gastronomía. El director Nacho Ruipérez recibe el Premio NN de cine por su película El desentierro. El Festival de Cortometrajes Negros se consolida con la participación de cortos de veinte países distintos y un alto nivel competitivo. La Mostra le dedica una exposición a la ciudad de Chicago, desde Al Capone a las bandas criminales que operan en la actualidad.
| La familia                     | Calivvula                                                 |
| El reino                       | Mournful cry                                              |
| Galveston                      | Gastronomía                                               |
| Bad times at the El Royale     | La cena de Carvalho                                       |
| Viudas                         | Escape room                                               |
| Sicario                        | La desaparición                                           |
| El desentierro                 | Exposiciones                                              |
| The guilty                     | Chicago. My kind of town                                  |
| Mula                           | Diez años de NN                                           |
| Todos lo saben                 | Concursos                                                 |
| La sombra de la ley            | 9º Concurso de microrrelatos género negro                 |
| Un trabajo en Italia"          | 4º Concurso de relato rápido negro                        |
| Rey de ladrones                | 7º Festival internacional de cortometrajes Novembre Negre |
| Get Carter                     | 3er Festival local de cortometrajes Novembre Negre        |
| ¿Ángel o diablo?               | Teatro                                                    |
| La jungla humana               | Perdición                                                 |
| A la caza                      |                                                           |
| Detective Pikachu              |                                                           |
| Leo da Vinci: Misión Mona Lisa |                                                           |

### 9.º Edición
En la novena edición del Festival de cortometrajes negros se convierte en bandera de Novembre Negre. La selección de cine negro ofrece títulos de ocho nacionalidades distintas, 19 en total, de los cuales, tres son dirigidos por mujeres. La actividad Negre d´autor sigue dedicada a la novela gráfica con la presencia de Mikel Santos “Belatz” que presenta su novela gráfica El Tesoro de Lucio. En la parte musical actúa la banda valenciana "Senior i el cor brutal". Se representa la obra teatral "Un crimen perfecto" de la compañía Noir Producciones. La Mostra le dedica una exposición a Raymond Chandler y su paso por Hollywood.
| La frontera (The line)            | Negre d´autor con Mikel Santos "Belatz"                   |
| El tercer asesinato               | Música                                                    |
| El Cairo confidencial             | Senior i el cor brutal                                    |
| Loving Pablo                      | Gastronomía                                               |
| Alanis                            | La cena de Carvalho                                       |
| La suerte de los Logan            | Exposiciones                                              |
| Barry Seal: El traficante         | Raymond Chandler en Hollywood                             |
| En realidad, nunca estuviste aquí | Art´s windows                                             |
| Asesinato en el Orient Express    | Concursos                                                 |
| Matar a Jesús                     | 8º Concurso de microrrelatos género negro                 |
| Detroit                           | 3er Concurso de relato rápido negro                       |
| La chica en la niebla"            | 6º Festival internacional de cortometrajes Novembre Negre |
| Ascensor para el cadalso          | 2º Festival local de cortometrajes Novembre Negre         |
| No toquéis la pasta               | Teatro                                                    |
| Bullitt                           | Un crimen perfecto                                        |
| Asesinos natos                    |                                                           |
| Chinatown                         |                                                           |
| Retorno al pasado                 |                                                           |
| Sherlock Gnomes                   |                                                           |

### 8.ª Edición
En la 8.ª Edición de Novembre Negre se recuperan los talleres, junto a un juego de escape room, y aumentan los concursos. El festival de cortometrajes de divide en dos secciones, una internacional y otra local. Destaca en esta edición un evento singular: Letring Catch, un formato literario-teatral con participación del público. Visita NN Juan Madrid, que recibe el Premio de la Mostra por su contribución a la literatura noir y la crónica sociopolítica de España. Actúan en directo Maronda y Soledad Vélez; la obra de teatro musical es la satírica Iberian gansters y por primera vez el Negre d´Autor es dedicado al cómic, con la presencia de Bartolomé Seguí, Premio Nacional del Cómic, que presentó en primicia la adaptación al noveno arte de Tatuaje, la primera novela del personaje de Pepe Carvalho escrita por Manuel Vázquez Montalbán. El actor Carlos Santos recibe el Premio NN por su papel en El hombre de las mil caras.
| 2017                       | 2017                                         | 2017                                                      | 2017 |
| Cine                       | Literatura                                   | Concursos                                                 |      |
| -------------------------- | -------------------------------------------- | --------------------------------------------------------- | ---- |
| Comanchería                | Encuentro con Juan Madrid                    | 7º Concurso de microrrelatos género negro                 |      |
| Elle                       | Negre d´autor con Bartolomé Seguí            | 2º Concurso de relato rápido negro                        |      |
| El hombre de las mil caras | Música                                       | 5º Festival internacional de cortometrajes Novembre Negre |      |
| Vientos de La Habana       | Maronda                                      | 1er Festival local de cortometrajes Novembre Negre        |      |
| Animales nocturnos         | Soledad Vélez                                | Teatro                                                    |      |
| Tarde para la ira          | Talleres                                     | Iberian gangsters                                         |      |
| Vivir de noche             | Cortos Express                               | Letring Cath                                              |      |
| Que dios nos perdone       | De doblaje                                   |                                                           |      |
| T2 Trainspotting           | Juego de escape room                         |                                                           |      |
| A sangre fría              | Gastronomía                                  |                                                           |      |
| L.A. Confidential          | La cena de Carvalho                          |                                                           |      |
| En el calor de la noche    | Exposiciones                                 |                                                           |      |
| Borsalino                  | Vivir y morir en Los Ángeles                 |                                                           |      |
| Uno de dos                 | "Cómic Noir: Siete clásicos del noveno arte" |                                                           |      |
| Sospechosos habituales     |                                              |                                                           |      |
| Phantom Boy                |                                              |                                                           |      |
| Los goonies                |                                              |                                                           |      |

### 7.º Edición
La 7.ª edición de Novembre Negre continúa en la línea de la edición anterior, siendo el cine y la literatura sus pilares básicos. Como novedades, se incorporan el concurso literario de relato rápido y el Black game, que sustituye a la Gincana. En el Black Meeting literario participan José Luis Muñoz, Pablo de Aguilar y Fernando Martínez Laínez. Visitan también NN, José Vaccaro Ruíz en Negre d´Autor y actúan The New Raemon y Jeremy Enigk en formato acústico. Se dedican dos exposiciones, una al “cine y boxeo” y otra a famosos falsificadores del Siglo XX. Destaca la obra teatral La Soga de Arden Producciones, basada en el original de Alfred Hitchcock.
| 2016                          | 2016                                                                         | 2016                                        | 2016 |
| Cine                          | Literatura                                                                   | Concursos                                   |      |
| ----------------------------- | ---------------------------------------------------------------------------- | ------------------------------------------- | ---- |
| Cien años de perdón           | Negre d´autor con José Vaccaro Ruiz                                          | 6º Concurso de microrrelatos género negro   |      |
| Calbria (Anima Nere)          | Black Meeting con Pablo Aguilar, Fernando Martínez Laínez, y José Luis Muñoz | 1er Concurso de relato rápido negro         |      |
| El clan                       | Jerónimo García: Novela negra y pequeña pantalla                             | 4º Festival de cortometrajes Novembre Negre |      |
| Black mass                    | Club de lectura con Luis Valera                                              | Teatro                                      |      |
| Conexión Marsella (La French) | Música                                                                       | La soga                                     |      |
| Desde allá                    | The New Raemon y Jeremy Enigk                                                | Pista                                       |      |
| Sicario                       | Gastronomía                                                                  |                                             |      |
| Toro                          | La cena de Carvalho                                                          |                                             |      |
| Más dura será la caída"       | La cuchara de Carvalho                                                       |                                             |      |
| Marcado por el odio           | Exposiciones                                                                 |                                             |      |
| La leyenda del indomable      | Famosos falsificadores: Fakes, pasta y anarquía                              |                                             |      |
| Trainspotting                 | "Más dura será la caída: Cine negro y el boxeo"                              |                                             |      |
| Taxi drive                    |                                                                              |                                             |      |
| El halcón maltés              |                                                                              |                                             |      |
| El inventor de juegos         |                                                                              |                                             |      |

### 6.ª Edición
La 6.ª edición de Novembre Negre sigue ampliando su programación cinematográfica y en el apartado literario apuesta por las mesas redondas con la creación del Black Meeting –con la presencia de Dani el Rojo, Rafa Melero, José Luis Muñoz y Pere Cervantes– y Negre d´Autor con Paco Gómez Escribano. Hay teatro infantil y la Gincana es un homenaje a Tintín, el icónico personaje de Hergé. Destacaron las actuaciones de Parade y Papaya y la Pulp Fiction  Party celebrada en La Ma-Ma Rock Bar. Visitó NN Daniel Monzón, que recibió el Premio Cine por su película El Niño. El Festival de Cortometrajes se consolida definitivamente con la colaboración de NN con la plataforma Click for festivals y la creación del Premio del Público.
| 2015                                              | 2015                                                                                     | 2015                                                | 2015 |
| Cine                                              | Literatura                                                                               | Concursos                                           |      |
| ------------------------------------------------- | ---------------------------------------------------------------------------------------- | --------------------------------------------------- | ---- |
| El niño                                           | Negre d´autor con Paco Gómez Escribano                                                   | 5º Concurso de microrrelatos género negro           |      |
| La entrega                                        | Black Meeting con Daniel Rojo, Rafa Melero , Pere Cervantes y José Luis Muñoz            | 2º Concurso de microrrelatos Twitter Novembre Negre |      |
| Betibu                                            | ¿Por qué nos gusta matar cuando leemos? con Luis Valera, Salvador Pons y Jerónimo García | 3er Festival de cortometrajes Novembre Negre        |      |
| Zulu                                              | Música                                                                                   | Teatro                                              |      |
| Nightcrawler                                      | Parade                                                                                   | Los detectives del medio ambiente                   |      |
| El jugador                                        | Papaya                                                                                   | Las aventuras del reino de Camembert                |      |
| Muerte entre las flores                           | Pulp Fiction Party                                                                       | Talleres                                            |      |
| Uno de los nuestros                               | Gastronomía                                                                              | La identidad del crimen                             |      |
| Perdición                                         | La cena de Carvalho                                                                      | Las provocaciones de Pulp Fiction                   |      |
| El Distrito 34: Corrupción total                  | La cuchara de Carvalho                                                                   |                                                     |      |
| Veredicto final                                   | Exposiciones                                                                             |                                                     |      |
| Tarde de perros                                   | Bugas, jaco y porros: El cine quinqui español                                            |                                                     |      |
| Las aventuras de Tintín: El secreto del Unicornio | Ezequiel 25:17 y el señor Lobo. 20 años y 1 día de Pulp Fiction                          |                                                     |      |
| Zipi y Zape y el club de la canica                |                                                                                          |                                                     |      |

### 5.ª Edición
En su lustro de vida, Novembre Negre homenajea a Sherlock Holmes con una exposición No tan elemental, querido Watson y un día dedicado al inmortal personaje creado por Sir Arthur Conan Doyle. Amplía su programación cinematográfica y potencia la literatura. Comienza una colaboración con la plataforma de cine española FILMIN, que durará tres ediciones, con una colección de las películas seleccionadas por la organización. Otra novedad es la representación de dos obras de teatro. La Gincana Negra está dedicada a Las diez pruebas de Hércules. La parte literaria alcanza su cénit con la presencia de los autores Lorenzo Silva, David Torres,  Xavier Aliaga, José Luis Muñoz, Salvador Insa y Jordi Juste. La actuación de Sr. Chinarro es otro de los platos fuertes de NN.
| 2014                           | 2014                              | 2014                                         | 2014                                    |
| Cine                           | Literatura                        | Exposiciones                                 | Talleres                                |
| ------------------------------ | --------------------------------- | -------------------------------------------- | --------------------------------------- |
| Caníbal                        | Charla con Lorenzo Silva          | No tan elemental, querido Watson             | Literario: Sherlock Holmes              |
| New World                      | Charla con David Torres           | Film noir                                    | De escritura negra                      |
| Pusher                         | Negre d`autor con José Luis Muñoz | Valencia negra: una mirada de autor          | Teatro                                  |
| Yakuza                         | Charla con Xavier Aliaga          | Concursos                                    | Un hombre, otro hombre                  |
| Atraco Perfecto                | Charla con Salvador Insa          | 4º Concurso de microrrelatos de género negro | Leonardo y el enigma de las matemáticas |
| La dama de Shanghai            | Charla con Jordi Juste            | 1er Concurso de microrrelatos Twitter        |                                         |
| El extraño                     | Gastronomía                       | Música                                       |                                         |
| Sed de mal                     | Cena Las recetas de Carvalho      | Sr. Chinarro                                 |                                         |
| El tercer hombre               | La cuchara de Carvalho            | El ser humano                                |                                         |
| El secreto de la pirámide      |                                   | Los dj´s de la Mama Rock: David Blutaski     |                                         |
| Basil, el ratón superdetective |                                   |                                              |                                         |

### 4.ª Edición
La 4.ª edición de la Mostra ofrece algunas novedades con respecto a las tres anteriores buscando un salto tanto cuantitativo como cualitativo, con música en directo, talleres o la 1.ª edición del festival de microcortos. Se estrena la Gincana Negra. El Festival de cortometrajes Negros, único en el panorama nacional e internacional al estar dedicado al género negro, inicia su andadura. El Jurado declara “desierto” el Premio debido al bajo nivel de los cortometrajes presentados. Alberto Montero ofrece un concierto acústico y actúan también Mozza y Voodoo Jazz. Visita la Mostra el actor Joaquín Nuñez, que recibe el premio NN por su actuación en Grupo 7.
| Grupo 7                                   | Cena Las recetas de Carvalho                  |
| Los Lioneses                              | La tapa negra                                 |
| Mar amarillo                              | La cuchara de Carvalho                        |
| Sérpico                                   | Exposición                                    |
| El clan de los sicilianos                 | Policías corruptos en el cine                 |
| La jungla de asfalto                      | Concursos                                     |
| Literatura                                | 3er Concurso de microrrelatos de género negro |
| Charla con José Luis Muñoz                | 1er Festival microcortos Novembre Negre       |
| Charla con Antonio Bosch                  | 1er Festival cortometrajes negros             |
| La figura del detective Wallander         | Música                                        |
| Charla con Ramón Palomar                  | Voodoo Jazz                                   |
| Charla con los autores de España Criminal | Acústico de Alberto Montero                   |

Se imparten dos talleres, uno de escritura: Pautas para la creación de una novela negra, y otro de Detectives para niños/as y Detectives para jóvenes, además de una charla infantil: Cuenta una historia con Gerónimo y Tea Stilton.

### 3.ª Edición
La Mostra incorpora un apartado expositivo a sus actividades y recupera el concurso de Microrrelatos enfocado a los jóvenes de la localidad. También idea actividades fuera del Casal Jove del Port de Sagunt. En la parte gastronómica, amén de la tradicional cena Carvalho, en homenaje a Montalbán, se organiza una “ruta de tapa negra” para los fines de semana en la que colaboran restaurantes de Sagunto.
|             | No habrá paz para los malvados                                     |
|             | Los amos de Brooklyn                                               |
|             | Drive                                                              |
|             | Promesas del este                                                  |
| Literatura  | Autor                                                              |
|             | Luis Valera. Sinergia entre el cine negro y la literatura criminal |
|             | Pablo Sebastiá. El camino del escritor                             |
| Gastronomía | Evento                                                             |
|             | Cena Las recetas de Carvalho                                       |
|             | La tapa negra                                                      |
| Exposición  | Título                                                             |
|             | 20 imprescindibles del cine negro americano                        |
| Concurso    | Modalidad                                                          |
|             | 2º Concurso de microrrelatos de género negro                       |

### 2.ª Edición
La segunda edición de NN comienza a rastrear por el último cine negro y se proyectan cuatro de los títulos más destacados de la temporada. Se celebra la anual Cena Carvalho y talleres para los más pequeños.
|             | Enemigos públicos            |
|             | The town                     |
|             | Un profeta                   |
|             | El americano                 |
| Gastronomía | Evento                       |
|             | Cena Las recetas de Carvalho |
| Talleres    | Modalidad                    |
|             | Infantil                     |

### 1.ª Edición
La primera edición de Novembre Negre es un punto de vista de los títulos más destacados de la temporada. Se celebra la primera cena homenaje a Manuel Vázquez Montalbán a través de las Recetas Carvalho, rematada con una actuación de Blues. En este arranque, NN también celebra la primera edición de Microrrelatos IES , concurso para los más jóvenes de la localidad.
|             | Brick                                         |
|             | La noche es nuestra                           |
|             | Zodiac                                        |
|             | Antes que el diablo sepa que has muerto       |
| Gastronomía | Evento                                        |
|             | Cena Las recetas de Carvalho                  |
| Concurso    | Modalidad                                     |
|             | 1er Concurso de microrrelatos de género negro |

## Premiados
| Año  | Premiado                                                       | Nota                                       |
| ---- | -------------------------------------------------------------- | ------------------------------------------ |
| 2022 | Mejor cortometraje del jurado "Quitameriendas"                 | De Sergio Stendhal                         |
|      | Mejor cortometraje del público "Dana"                          | Lucía Forner Segarra                       |
| 2021 | Mejor cortometraje del jurado "El Método"                      | De Néstor Ruiz Medina                      |
|      | Mejor cortometraje del público "La inmortalidad de las letras" | De Ney Loya                                |
| 2020 | José Luis Garcí                                                | Por la dirección de El crack cero          |
|      | Sergi Arnau                                                    | Por la dirección novel de "Lone Wolves"    |
|      | Pau Barredo                                                    | Por su papel en "Lone Wolves"              |
|      | Mejor cortometraje del jurado "Bajo la palmera"                | De Pau Bacardit                            |
|      | Mejor cortometraje del público "One 2 one"                     | De Néstor Ruiz                             |
| 2019 | Paco Plaza                                                     | Por la dirección de Quién a hierro mata    |
|      | Nacho Ruipérez                                                 | Por la dirección novel de "El desentierro" |
|      | Mejor cortometraje del jurado "Agua y jabón"                   | De Francesco Cocco                         |
|      | Mejor cortometraje del público "Incógnito"                     | De Juan Bermúdez                           |
| 2018 | Mejor cortometraje del jurado "La guarida"                     | De Iago de Soto                            |
|      | Mejor cortometraje del público "Niña de trapo"                 | De Roberto Montalbo                        |
| 2017 | Carlos Santos                                                  | Por su papel en El hombre de las mil caras |
|      | Juan Madrid                                                    | Por la totalidad de su obra de género      |
|      | Mejor cortometraje del jurado "Baile de máscaras"              | De Javier Oliver                           |
|      | Mejor cortometraje del público "La lección"                    | De Hugo Gómez                              |
| 2016 | Kike Maíllo                                                    | Por la dirección de Toro                   |
|      | Mejor cortometraje del jurado "A la sombra de la montaña"      | De Neith Sentis                            |
|      | Mejor cortometraje del público "Como yo te amo"                | De Fernando García Ruiz                    |
| 2015 | Daniel Monzón                                                  | Por la dirección de El niño                |
|      | Mejor cortometraje del jurado "Un millón"                      | De Álex Rodrigo                            |
|      | Mejor cortometraje del público "Eusebia"                       | De Pedro J. Poveda                         |
| 2014 | Manuel Martín Cuenca                                           | por la dirección de Caníbal                |
|      | Mejor cortometraje del jurado "Fruta podrida"                  | De Sergi Arnau                             |
| 2013 | Joaquín Núñez                                                  | por su papel en Grupo 7                    |